# Розенштейн, Нильс фон
Нильс фон Розенштейн (швед. Nils von Rosenstein; 1 декабря 1752, Уппсала — 7 августа 1824, Стокгольм) — шведский философ, писатель, дипломат, педагог, государственный деятель Швеции Эпохи Просвещения. Академик Шведской академии (1786—1824), Шведской королевской академия наук (с 1788) и Шведской королевской академии лесного и сельского хозяйства (с 1811).

## Биография
Сын ботаника Нильса Розен-Розенштейна. Образование получил в Уппсальском университете и в 1771 году занял должность в королевской канцелярии. В 1782 году стал секретарём посольства Швеции в Париже, где на него оказали влияние идеи философов Эпохи Просвещения. После своего возвращения в Швецию в 1784 году стал наставником наследного принца Густава Адольфа, был им в течение одиннадцати лет и позже снова работал в королевской канцелярии.
Был первым постоянным секретарём и членом Шведской академии с 1786 года.
С 1788 году — член Шведской королевской академия наук.
В 1809 году назначен государственным секретарём по делам церкви и школ Швеции.
С 1811 года — член Шведской королевской академии лесного и сельского хозяйства.

## Награды
- Орден Полярной звезды
- Почётный доктор права Уппсальского университета (1811).